# Jaime Calderón Calderón
Jaime Calderón Calderón (ur. 1 maja 1966 w Churintzio) – meksykański duchowny rzymskokatolicki, w latach 2018-2024 biskup Tapachula, od 2024 arcybiskup metropolita León. 

## Życiorys
Święcenia prezbiteratu przyjął 16 lutego 1991 i został inkardynowany do diecezji Zamora. Pracował głównie w diecezjalnym seminarium, gdzie pełnił funkcje m.in. prefekta, wicerektora i rektora. Był także asesorem miejscowej grupy Rycerzy Kolumba.
5 lipca 2012 został mianowany biskupem pomocniczym Zamory i biskupem tytularnym Iomnium. Sakry biskupiej udzielił mu trzy miesiące później abp Christophe Pierre.
7 lipca 2018 otrzymał nominację na biskupa diecezji Tapachula. Ingres odbył 14 września 2018.
4 lipca 2024 został przeniesiony przez papieża Franciszka na urząd arcybiskupa metropolity archidiecezji León. Ingres odbył 19 sierpnia 2024. Od listopada 2024 jest wiceprzewodniczącym Konferencji Episkopatu Meksyku. Paliusz otrzymał z rąk papieża Leona XIV w dniu 29 czerwca 2025.